# Cableuropa
Cableuropa fue un grupo empresarial español, constituido en el año 1992, que integraba diferentes sociedades concesionarias de licencias para la prestación de servicios integrados de telecomunicaciones por cable (teléfono, televisión e internet). 
Operaba bajo la marca ONO, lanzada en 1998 en las demarcaciones de cable de Comunidad Valenciana, Región de Murcia, Cádiz, Huelva, Cantabria, Mallorca y Castilla-La Mancha. La empresa creció rápidamente, adquiriendo concesionarias de cable de otras demarcaciones. Tras la adquisición en 2005 de su mayor competidor, la empresa Auna (proveedor de servicios de cable surgido de la antigua Retevisión), Cableuropa se convirtió en la compañía de cable más importante de España, dando servicio en todas las demarcaciones de cable de España con la excepción de Asturias, País Vasco, Galicia y Extremadura.
En marzo de 2014, Cableuropa fue adquirida e integrada en Vodafone España, dejando de existir como marca comercial.
- Datos: Q5738297